# Parque empresarial Ajusa
El Parque Empresarial Ajusa es un parque industrial dedicado a la automoción y la energía situado al este de la ciudad española de Albacete. Junto a la capital, en la carretera CM-332 (Carretera de la Cuchillería), frente al Circuito de Albacete, ocupa una superficie de dos millones de metros cuadrados.

## Historia
El Parque Empresarial Ajusa fue inaugurado oficialmente en 2007 por el presidente de la Junta de Comunidades de Castilla-La Mancha José María Barreda. Supuso una inversión de 200 millones de euros procedentes de fondos privados.
En 2011 el presidente de Castilla-La Mancha José María Barreda inauguró las nuevas instalaciones del parque empresarial, acompañado por el presidente de las Cortes de Castilla-La Mancha, Francisco Pardo; el consejero de Ordenación del Territorio y Vivienda, Julián Sánchez Pingarrón; el presidente de la Diputación Provincial, Pedro Antonio Ruiz Santos, y la alcaldesa de Albacete, Carmen Oliver, entre otras autoridades. Entre ellas, la nueva factoría de la multinacional Ajusa, el Centro de Investigación y Ensayos de la División de Automoción de Ajusa y la central solar fotovoltaica sobre cubierta más grande de Europa, compuesta por 8400 paneles sobre una superficie de 50 000 metros cuadrados.
En 2022 fue inaugurado en el parque industrial uno de los gasocentros subterráneos privados más grandes de España.

## Situación y accesos

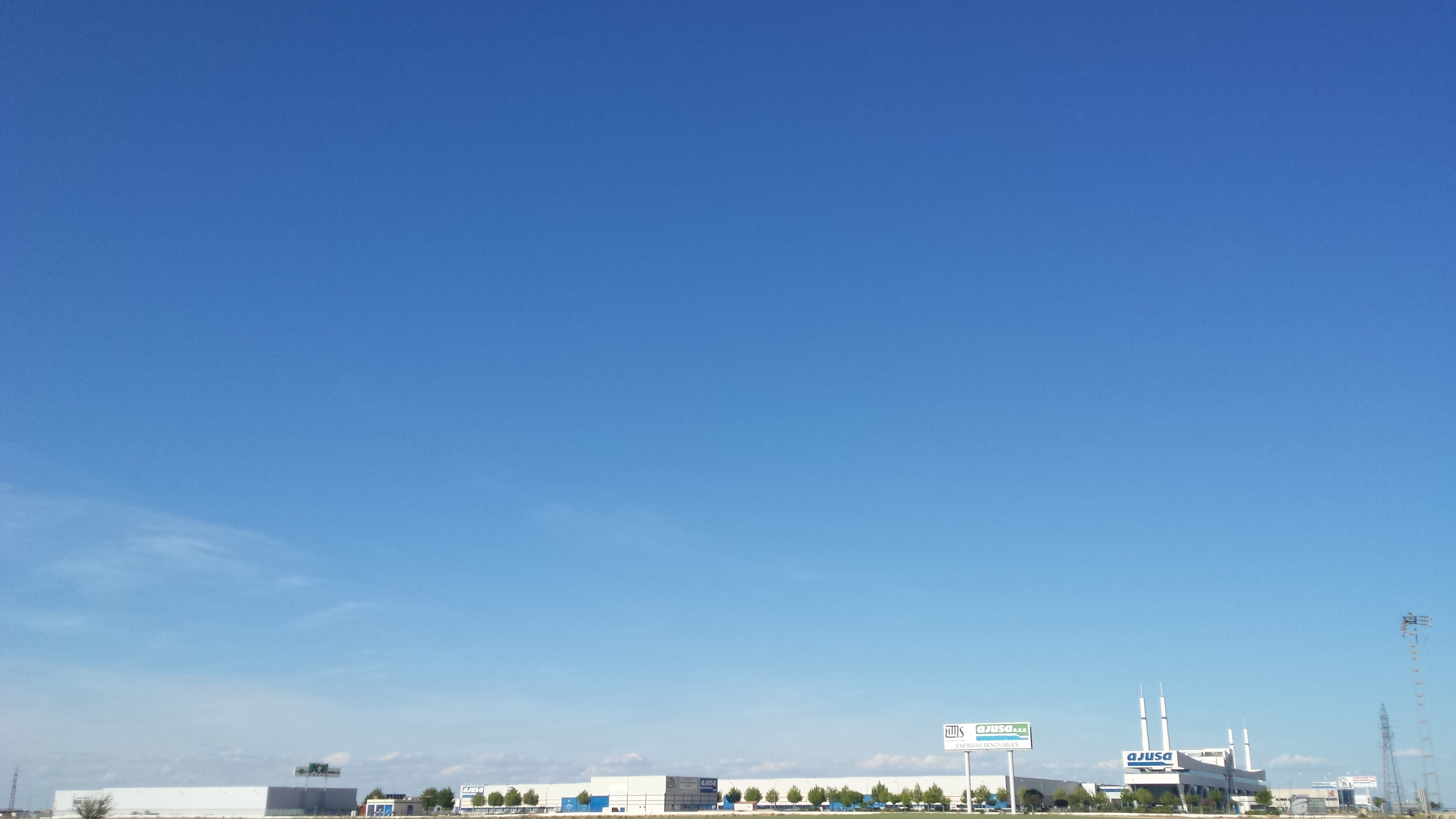
Vista lateral del Parque Empresarial Ajusa

El Parque Empresarial Ajusa se sitúa 2 km al este de la ciudad, y se accede a él a través de la carretera autonómica CM-332, también conocida como Carretera de Ayora o Carretera de la Cuchillería, aunque tiene conexión con las autovías A-31, A-32 y A-30, así como con las carreteras N-430 y N-320,  que junto con unas importantes comunicaciones vía férrea e incluso aéreas a través del Aeropuerto de Albacete, tiene conexión directa a menos de dos horas de un mercado potencial de cerca de 11 millones de habitantes.

## Transporte
El polígono industrial es accesible mediante transporte privado y a través del carril bici Albacete-Ribera del Júcar, que cuenta con conexión directa entre la ciudad y el parque empresarial.

## Principales sectores
El Parque Empresarial Ajusa se encuentra integrado, entre otros, por los sectores de la automoción, la construcción, las energías renovables, el sector agroalimentario o los medios de comunicación.

## Equipamiento y servicios
El parque empresarial cuenta con una amplia variedad de servicios y está totalmente vallado y cerrado. Cuenta con una entidad de conservación que se encarga de la limpieza y mantenimiento del polígono, alumbrado público, amplias zonas verdes, un total de 11 600 m² en plazas de aparcamiento, entrada con control de acceso, un servicio de vigilancia privada, potabilizadoras y depósitos de agua o punto de información.